# Zona Sense Nens

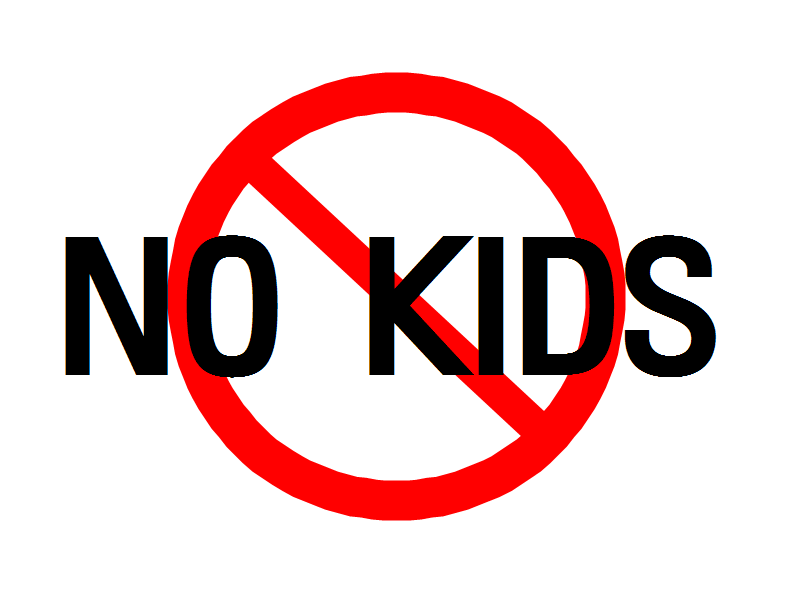

La Zona Sense Nens (en coreà: 노키즈존, en anglès: No Kids Zone) és un terme encunyat a Corea del Sud. L'utilitzen els negocis per prohibir l'entrada de nadons i nens als seus locals.

## Història
El terme «zona sense nens» s'usa des del 2014. Abans d'això, hi havia negocis que prohibien l'entrada als nens, però va ser quan es va estendre sota aquest terme, al voltant de l'any 2016, quan va sorgir la polèmica en l'opinió pública sud-coreana. En 2017, la Comissió Nacional de Drets Humans de Corea va investigar la zona sense nens creada per un restaurant italià de l'illa de Jeju i va recomanar que no es prohibís l'entrada als nens de manera uniforme. El motiu fou que «la política de prohibició de nens és un acte discriminatori sense motius raonables».
En 2019, es calcula que existeixen més de 370 zones sense nens a Corea del Sud. En 2021, segons el mapa de zones sense nens, s'estima que hi ha més de 420 zones sense nens a Corea del Sud.

## Causa
L'Institut de Recerca de Gyeonggi assenyala com a causa de la propagació de les Zones Sense Nens les sentències judicials que culpen parcialment al propietari del comportament sorollós del nen, la negligència dels pares i la responsabilitat pels accidents laborals. La SBS va afirmar que el moment en què va sorgir l'anomenat "Incident Gukmulnyeo" va ser similar al moment en què els negocis van començar a prohibir l'entrada als nens, mentre que l'Asia Economic Daily va afirmar que les botigues de la Zona Sense Nens es van estendre ràpidament després de l'anomenat "Incident de la tassa d'orina de Starbucks".
També existeix l'opinió que s'ha de trobar una solució per a millorar el problema de la cura dels nens en lloc de discutir la discriminació dels mateixos en el tema de la Zona Sense nens. Una enquesta anterior de l'Institut de Recerca de Gyeonggi també considerava les dificultats de les mares per a la cura dels nens i l'estrès pel mateix com una de les causes indirectes, i demanava polítiques per a millorar el problema de la cura dels nens, així educar-los millor pel que fa al seu comportament.

## Enquestes
Els resultats de l'enquesta són generalment favorables a la zona sense nens. Segons una enquesta duta a terme per Realmeter en 2016, el 54,7% de la zona sense nens, el 36,2% de l'oposició, i el 9,1% de l'oposició van ser un 18,5% més.
Segons una enquesta de l'Institut de Recerca de Gyeonggi en 2016, la majoria dels residents de Gyeonggi pensaven que la Zona Sense Nens s'emmarcava la llibertat de negoci del propietari (44,4% a favor, 22,8% en contra), però la majoria creia que la Zona No Kids era excessiva (el 46,6% sí, mentre que el 23,4% no).
Segons una enquesta d'Embrain en 2019, el 66,1% de 1.000 homes i dones adults d'entre 19 i 59 anys van dir estar a favor de la "No Kids Zone", mentre que el 69,2% de tots els enquestats no la van considerar una qüestió de discriminació. No obstant això, prop de la meitat pensa que "hi ha un problema a restringir l'accés de tots els nens a causa d'un petit nombre de nens i pares" (53,2%).

## Oposició
En resposta als negocis de les zones sense nens, altres negocis han dut a terme activitats per a adaptar-les als nens, les anomenades zones Yeskid (SíNens), i boicots a les zones sense nens.
Els detractors de la Zona Sense Nens argumenten que incentiva a les parelles casades a no tenir fills per poder anar lliurement a cafeteries i altres establiments. A més, no només consideren que l'excés de "zones sense fills" augmentaria la baixa taxa de fecunditat, sinó que també afavoriria la propagació d'homes i dones solters.